# Argentine aux Jeux olympiques d'été de 2004
L'Argentine participe aux Jeux olympiques d'été de 2004 à Athènes. Il s'agit de sa 21e participation à des Jeux d'été. 

## Médaillés

### Or
- Wilfredo Caballero, Germán Lux, Roberto Ayala, Nicolás Burdisso, Fabricio Coloccini, Gabriel Heinze, Clemente Rodríguez, Javier Mascherano, Carlos Tévez, Nicolás Medina, Cristian González, Andrés D’Alessandro, Luis González, Mariano González, Javier Saviola, César Delgado, Luciano Figueroa et Mauro Rosales - Football (tournoi hommes)
- Juan Ignacio Sánchez, Alejandro Montecchia, Carlos Delfino, Emanuel Ginóbili, Wálter Herrmann, Hugo Sconochini, Andrés Nocioni, Leonardo Gutiérrez, Luis Scola, Gabriel Fernández, Fabricio Oberto et Rubén Wolkowyski - Basketball (tournoi hommes)

### Bronze
- Magdalena Aicega, Mariela Antoniska, Inés Arrondo, Luciana Aymar, Claudia Burkart, Marina Di Giácomo, Soledad García, Mariana González Oliva, Alejandra Gulla, María de la Paz Hernández, Mercedes Margalot, Vanina Oneto, Cecilia Rognoni, Mariné Russo, Ayelén Stepnik et Paola Vukojicic - Hockey sur gazon (tournoi dames)
- Georgina Bardach - Natation (400 mètres 4 nages dames)
- Paola Suárez et Patricia Tarabini - Tennis (double dames)
- Carlos Espínola et Santiago Lange - Voile (classe tornado)